# Турчиненко Микола Іванович
Микола Іванович Турчиненко (нар. 24 квітня 1961, Калинінське, Чуйська область, Киргизька РСР — 6 червня 2020) — радянський та український футболіст, виступав на позиції захисника. Переможець першого чемпіонату України (1992). Майстер спорту України.

## Життєпис
Розпочав кар'єру футболіста в 1979 році, в клубі «Зарафшан» (Навої), який виступав у другій лізі чемпіонату СРСР. Влітку наступного року перейшов у ташкентський «Пахтакор», який грав у Вищій лізі СРСР. У 1982-1987 роках захищав кольори самаркандського «Динамо». У 1988 році став гравцем сімферопольської «Таврії». Першу половину 1989 року провів у клубі «Єшлик» з Джиззака, потім повернувся в «Таврію».
7 березня 1992 дебютував в чемпіонаті України, в матчі проти запорізького «Торпедо» (2:0). З «Таврією» виграв перший чемпіонат України, брав участь у фінальному матчі. У складі сімферопольців провів 4 матчі в Лізі чемпіонів.
Залишив кримський клуб влітку 1993 року і переїхав до вінницької «Ниви». Після закінчення сезону 1993/94 років перейшов у друголігівського «Дружбу» з Бердянська. Взимку 1995 року повернувся до вищої ліги, де грав у складі шепетівського «Темпу». Влітку 1995 року «Темп» вилетів у першу лігу і через фінансові проблем об'єднався з «Адвісом» з Хмельницького. У зв'язку з цим Турчиненко повернувся до Бердянська, де й закінчив футбольну кар'єру. По завершенні виступів повернувся в Узбекистан.

## Досягнення

### Командні
- Вища ліга чемпіонату України
  -  Чемпіон (1): 1992

### Індивідуальні
- Майстер спорту України (1992)